# カリッツァーノ
カリッツァーノ(イタリア語: Calizzano)は、イタリア共和国リグーリア州サヴォーナ県にある、人口約1,400人の基礎自治体（コムーネ）。

## 地理

### 位置・広がり

#### 隣接コムーネ
隣接するコムーネは以下の通り。括弧内のCNはクーネオ県所属を示す。
- バニャスコ (CN)
- バルディネート
- ボルミダ
- ガレッシオ (CN)
- マリオーロ
- マッシミーノ
- ムリアルド
- オジーリア
- プリオーラ (CN)
- リアルト

### 地震分類
イタリアの地震リスク階級 (it) では、3 に分類される
。

## 行政

### 分離集落
カリッツァーノには、以下の分離集落（フラツィオーネ）がある。
- Caragna, Mereta, Vetria